# Île de Lindau
L’île de Lindau (en allemand : Insel Lindau) est une île allemande située sur l’Obersee, partie supérieure du lac de Constance. 
Aujourd'hui, elle constitue un des quartiers de la commune bavaroise de Lindau dont elle est le noyau historique.

## Géographie
L'île, d’une longueur de 1,3 km pour une largeur de 663 m, totalise une superficie de 68 hectares, ce qui fait d’elle la deuxième plus grande île du lac de Constance après celle de Reichenau. Elle ne représente cependant qu’une infime partie du territoire de l’actuelle commune de Lindau qui compte 33,18 km2.
Presque entièrement urbanisée, elle est reliée à la terre ferme à l’ouest par une chaussée surélevée supportant la voie ferrée du Ludwig-Süd-Nord-Bahn (de) et à l’est par un pont, le Seebrücke. L’espace entre ces deux infrastructures est baptisé Kleiner See (« Petit lac »).

## Population
La population de l’île est actuellement évaluée à 3 000 habitants, soit légèrement plus qu’elle ne l’était en 1987 avec 2 755 résidents. Cependant, par le passé, elle fut encore plus élevée : 4 413 habitants en 1970 et même 5 968 en 1925.

## Tourisme
L’île concentre l’essentiel de l’activité touristique de la commune de Lindau. En été, elle accueille énormément de touristes attirés par l'atmosphère spéciale de la ville entourée d'eau et par le casino du Land de la Bavière. Les événements annuels sont les rencontres des lauréats du prix Nobel, des médecins de psychothérapie (Lindauer Psychotherapiewochen) et les « Journées des architectes paysagistes » (Gartentage Lindau). 
Il y a deux itinéraires touristiques qui mènent à ou partent de Lindau :
- la « Route verte » (en allemand : Grüne Straße), qui commence dans les Vosges à Contrexéville et constitue une route transfrontalière passant le Rhin entre Neuf-Brisach et Vieux-Brisach, avant de poursuivre son itinéraire nord par Meersburg et se terminer à Lindau.
- la « Route des Alpes allemandes » (en allemand : Deutsche Alpenstraße), commence à Lindau, passe par Garmisch-Partenkirchen, Berchtesgaden et mène vers la petite ville de Marktschellenberg près de Salzbourg.

Deux autres itinéraires passent également par Lindau :
- la route des cyclistes (« Bodensee-Radweg »).
- le chemin des randonneurs autour du lac de Constance (« Bodensee-Rundwanderweg »).

## Galerie

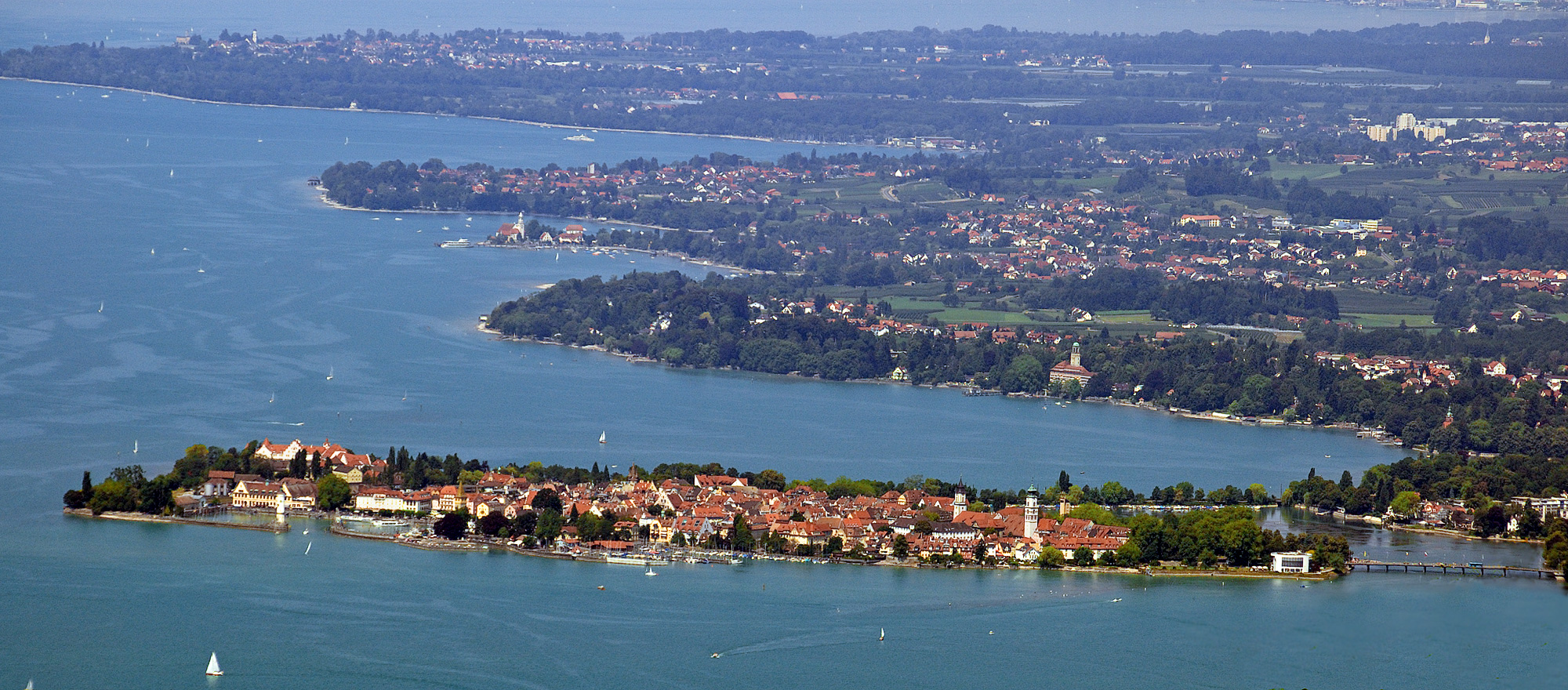
Vue sur l'île de Lindau depuis le mont Pfänder en Autriche
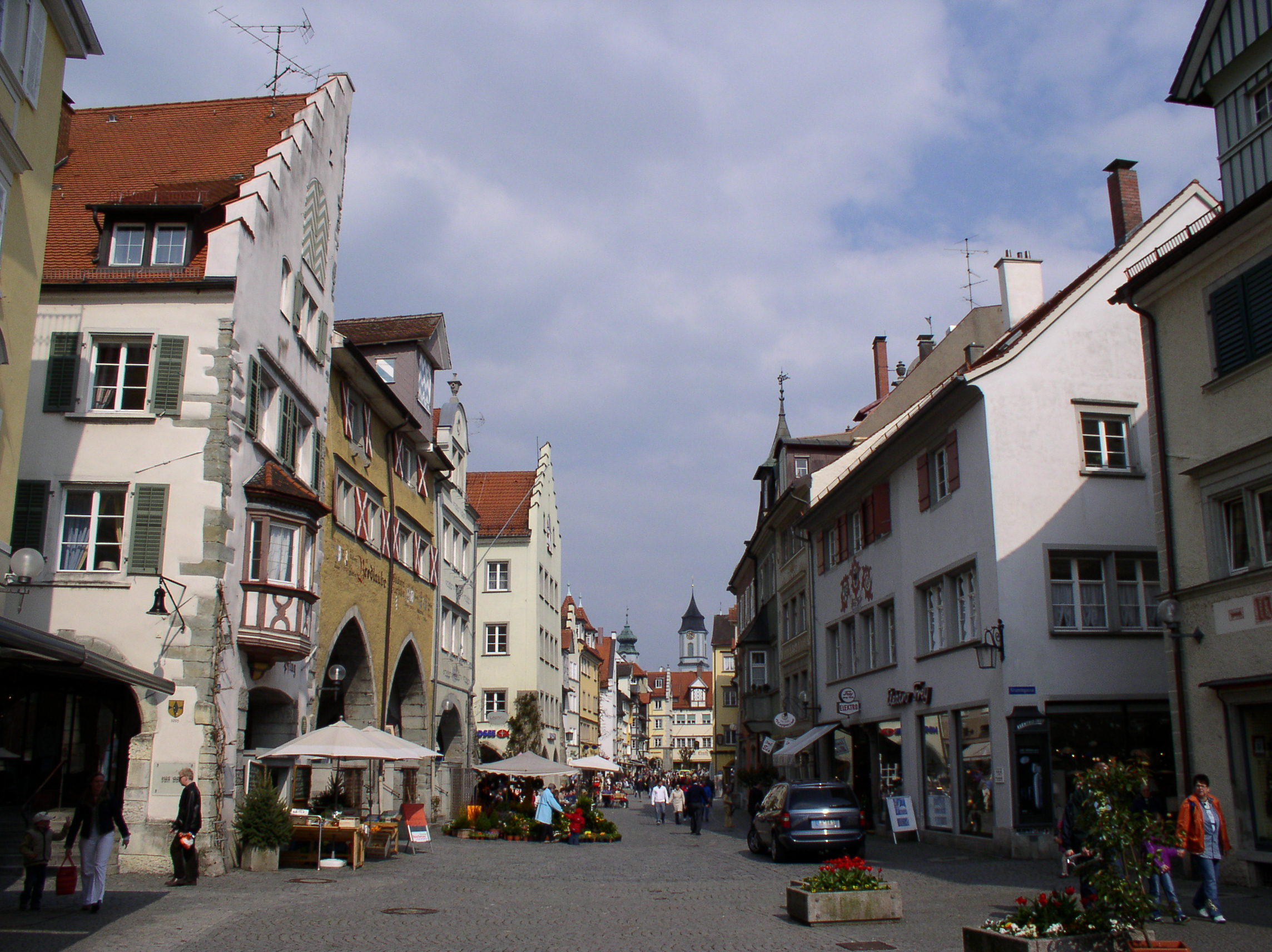
La rue Maximilien, l’une des rues piétonnes de Lindau
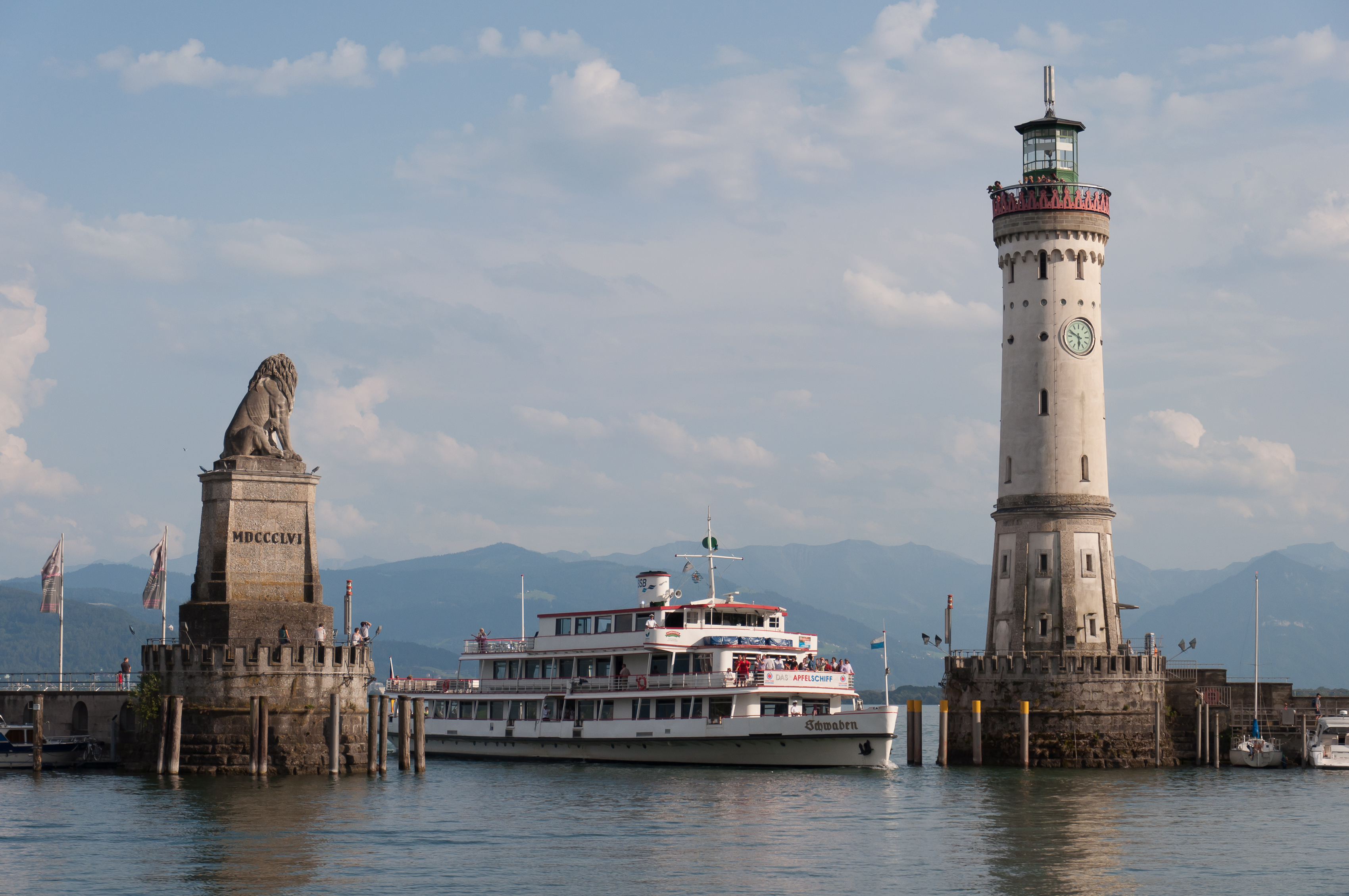
Entrée du port avec le phare et la statue du Lion